# Verkiezingen voor het Europees Parlement 2009 in Nederland
Op 4 juni 2009 vonden in Nederland verkiezingen plaats voor de zittingsperiode 2009-2014 van het Europees Parlement. Voor Nederland waren bij deze verkiezingen 25 zetels in het Europees Parlement beschikbaar, twee minder dan bij de verkiezingen in 2004. 
Bij deze verkiezingen ontbrak de inmiddels opgeheven partij Europa Transparant, die bij de Europese Parlementsverkiezingen in 2004 twee zetels in de wacht sleepte met 7,3% van de Nederlandse stemmen.
De Europese Commissie had graag gezien dat de verkiezingsuitslagen van 4 juni pas bekend waren gemaakt op zondagavond 7 juni, zodra ook in alle andere lidstaten de stembussen waren gesloten, om de stemmingen in overige lidstaten niet te beïnvloeden. Daar hield men zich in Nederland niet aan; het land werd daarvoor ter verantwoording geroepen.
De uitslagen van deze verkiezingen werden wel trager bekend dan bij voorgaande verkiezingen, doordat er weer met het traditionele stempotlood gekozen werd, omdat was gebleken dat de stemcomputers die in Nederland bij vorige verkiezingen gebruikt waren niet voldoende fraudebestendig waren.

## Nederlandse Antillen en Aruba
Voor het eerst konden ook inwoners van Aruba en de Nederlandse Antillen stemmen voor het Europees Parlement. Sinds 1985 hadden alle Nederlandse staatsburgers die in andere landen al kiesrecht gekregen voor landelijke verkiezingen, maar de inwoners van de Nederlandse Antillen en Aruba waren hiervan uitgesloten, anders dan bijvoorbeeld Nederlanders die net over de grens in het Franse deel van Sint-Maarten woonden. Het Europees Hof had echter in 2006 bepaald dat dit onderscheid wat de Europese verkiezingen betreft ongeoorloofd was. Daarom was de Kieswet in 2008 gewijzigd: voortaan kon men ook van Aruba of de Antillen een briefstem uitbrengen.
Het aantal geregistreerde briefstemmers nam daardoor aanzienlijk toe, van 15.936 in 1994 en 14.501 in 1999 naar 39.601 in 2009. De opkomst bedroeg onder de geregistreerde Arubanen en Antillianen 77%.

## Deelnemende partijen
De geldigheid van de ingediende kandidatenlijsten werd op 27 april 2009 door de Kiesraad vastgesteld.
| Lijst | Partij                                  | Lijsttrekker        | Europese partij | Europese fractie |
| ----- | --------------------------------------- | ------------------- | --------------- | ---------------- |
| 1     | Christen-Democratisch Appèl             | Wim van de Camp     | EVP             | EVP              |
| 2     | Partij van de Arbeid                    | Thijs Berman        | PES             | S&D              |
| 3     | Volkspartij voor Vrijheid en Democratie | Hans van Baalen     | ALDE            | ALDE             |
| 4     | GroenLinks                              | Judith Sargentini   | EGP             | Groenen/EVA      |
| 5     | Socialistische Partij                   | Dennis de Jong      |                 | GUE/NGL          |
| 6     | ChristenUnie-SGP                        | Peter van Dalen     | ECPM            | ECH / EVD        |
| 7     | Democraten 66                           | Sophie in 't Veld   | ALDE            | ALDE             |
| 8     | Newropeans                              | Arno Uijlenhoet     |                 |                  |
| 9     | Europa Voordelig! & Duurzaam            | Frank Neumann       |                 |                  |
| 10    | Solidara                                | Düzgün Yildirim     |                 |                  |
| 11    | Partij voor de Dieren                   | Natasja Oerlemans   |                 |                  |
| 12    | Europese Klokkenluiders Partij          | Joeri Wiersma       |                 |                  |
| 13    | De Groenen                              | Otto ter Haar       |                 |                  |
| 14    | Partij voor de Vrijheid                 | Barry Madlener      |                 | geen             |
| 15    | Liberaal Democratische Partij           | Sammy van Tuyll     |                 |                  |
| 16    | Partij voor Europese Politiek           | Nees Pellikaan      |                 |                  |
| 17    | Libertas Nederland                      | Eline van den Broek |                 |                  |

## Uitslag

### Opkomst en kiesdeler
|                   | 2004       | 2004      | 2009       | 2009  |
| # stemmen         | %          | # stemmen | %          |       |
| ----------------- | ---------- | --------- | ---------- | ----- |
| Kiesgerechtigden  | 12.168.878 |           | 12.445.497 |       |
| Niet opgekomen    | 7.391.757  | 60,74     | 7.871.754  | 63,25 |
| Opkomst           | 4.777.121  | 39,26     | 4.573.743  | 36,75 |
| Ongeldig/blanco   | 11.444     | 0,24      |            |       |
| Ongeldige stemmen |            |           | 9.866      | 0,22  |
| Blanco stemmen    |            |           | 10.013     | 0,22  |
| Geldige stemmen   | 4.765.677  | 99,76     | 4.553.864  | 99,57 |
| Kiesdeler         | 176.506    | -         | 182.155    | -     |

### Verkiezingsuitslag en zetelverdeling naar partijen
De definitieve verkiezingsuitslag werd op 11 juni 2009 door de Kiesraad bekendgemaakt.
| Partij                                  | 2004      | 2004  | 2004   | 2009      | 2009  | 2009   | verschil | verschil |
| Partij                                  | # stemmen | %     | zetels | # stemmen | %     | zetels | %        | zetels   |
| --------------------------------------- | --------- | ----- | ------ | --------- | ----- | ------ | -------- | -------- |
| Christen-Democratisch Appèl             | 1.164.431 | 24,43 | 7      | 913.233   | 20,05 | 5      | -4,38    | -2       |
| Partij voor de Vrijheid                 | -         | -     | -      | 772.746   | 16,97 | 4/5    | +16,97   | +4/5     |
| Partij van de Arbeid                    | 1.124.549 | 23,60 | 7      | 548.691   | 12,05 | 3      | -11,55   | -4       |
| Volkspartij voor Vrijheid en Democratie | 629.198   | 13,20 | 4      | 518.643   | 11,39 | 3      | -1,81    | -1       |
| Democraten 66                           | 202.502   | 4,25  | 1      | 515.422   | 11,32 | 3      | +7,07    | +2       |
| GroenLinks                              | 352.201   | 7,39  | 2      | 404.020   | 8,87  | 3      | +1,48    | +1       |
| Socialistische Partij                   | 332.326   | 6,97  | 2      | 323.269   | 7,10  | 2      | +0,13    | 0        |
| ChristenUnie-SGP                        | 279.880   | 5,87  | 2      | 310.540   | 6,82  | 2      | +0,95    | 0        |
| Partij voor de Dieren                   | 153.432   | 3,22  | 0      | 157.735   | 3,46  | 0      | +0,24    | 0        |
| Europese Klokkenluiders Partij          | -         | -     | -      | 21.448    | 0,47  | 0      | +0,47    | 0        |
| Newropeans                              | -         | -     | -      | 19.840    | 0,44  | 0      | +0,44    | 0        |
| Libertas Nederland                      | -         | -     | -      | 14.612    | 0,32  | 0      | +0,32    | 0        |
| Liberaal Democratische Partij           | -         | -     | -      | 10.757    | 0,24  | 0      | +0,24    | 0        |
| De Groenen                              | -         | -     | -      | 8.517     | 0,19  | 0      | +0,19    | 0        |
| Solidara                                | -         | -     | -      | 7.533     | 0,17  | 0      | +0,17    | 0        |
| Europa Voordelig! & Duurzaam            | -         | -     | -      | 4.431     | 0,10  | 0      | +0,10    | 0        |
| Partij voor Europese Politiek           | -         | -     | -      | 2.427     | 0,05  | 0      | +0,05    | 0        |
| Europa Transparant                      | 349.156   | 7,33  | 2      | -         | -     | -      | -7,33    | -2       |
| Overige partijen in 2004                | 178.002   | 3,73  | 0      | -         | -     | -      | -3,73    | 0        |
| totaal                                  | 4.765.677 | 100   | 27     | 4.553.864 | 100   | 25/26  | 0        | -2/-1    |

### Gekozen leden
Twee kandidaten overschreden de voorkeurdrempel met doorbreking van de lijstvolgorde: Ria Oomen (CDA) en Geert Wilders (PVV). Wilders nam zijn benoeming niet aan; in de ontstane vacature werd vervolgens Laurence Stassen benoemd.

## Splitsing ChristenUnie-SGP
Twee weken na het bekend worden van de uitslag gingen de partijen ChristenUnie en SGP, die een gezamenlijke lijst hadden gevoerd, uit elkaar. Zij hadden samen met onder meer de Britse Conservatieven een nieuwe fractie gevormd, de Europese Conservatieven en Reformisten, maar de Britten zagen een breekpunt in het standpunt van de SGP over vrouwen in bestuursfuncties (waar die partij afwijzend tegenover stond). Uiteindelijk koos de SGP-afgevaardigde, Bas Belder, voor een andere nieuwe fractie (Europa van Vrijheid en Democratie), die ook de Britse UK Independence Party en het Italiaanse Lega Nord herbergde.

## Extra zetel in 2011
Na de ratificatie van het Verdrag van Lissabon werd een 26ste zetel voor Nederland, op een totaal van 754 zetels, per 15 december 2011 ingevuld. Deze zetel werd toegewezen aan de PVV.